# Hașuri
Khashuri (georgiană ხაშური) este un oraș în Georgia.